# Álvaro Bustos Sandoval
Álvaro Bustos (nascut a Gijón, Astúries, Espanya el 26 de juny del 1995) és un futbolista asturià que juga com a extrem esquerre o lateral esquerre al Club Gimnàstic de Tarragona.